# Herbert Lionel Adolphus Hart
Herbert Lionel Adolphus Hart (Harrogate, 18 luglio 1907 – Oxford, 19 dicembre 1992) è stato un filosofo e giurista britannico.

## Vita e pensiero
Professore di Jurisprudence a Oxford, è considerato come uno dei più eminenti esponenti della filosofia del diritto del XX secolo.
Nella sua opera più importante, The Concept of Law (1961), Hart parte da una critica alla influente teoria di John Austin, secondo la quale il diritto consiste di comandi muniti di sanzione indirizzati da un sovrano ai suoi sudditi.
Hart mette in luce nella prima parte della sua opera tutte le incongruenze e le debolezze teoriche di questo modo di vedere il diritto, fino a elaborare, nella seconda parte dell'opera, un modo alternativo di concepire il diritto come tale.
Nella teoria hartiana il diritto è dato infatti dall'unione di due tipi di norme: quelle primarie, che indicano i comportamenti da tenere, e quelle secondarie, che forniscono ai soggetti privati o pubblici dei mezzi per realizzare i loro obiettivi e che dunque non si possono logicamente assimilare al primo tipo di norme.
Tra le norme secondarie spiccano la Norma di riconoscimento, a valore lato sensu consuetudinario, che rappresenta la testata d'angolo dell'intero sistema giuridico; la Norma di Mutamento, che permette a soggetti stabiliti di creare nuove norme, e la Norma di Giudizio, che permette di istituire tribunali per la verifica della commissione di illeciti.
Dato che non tutte le norme impongono comportamenti da tenere (solo le primarie seguono questo schema), una delle più importanti conseguenze della teoria di Hart è la negazione della necessità concettuale della presenza della sanzione all'interno dello schema normativo.

## Opere
Oltre al fondamentale The Concept of Law (1961), ripubblicato con un poscritto inedito nel 1994 (e tradotto in italiano a cura di Mario Alessandro Cattaneo come Il concetto di diritto, Einaudi, 1965) altre opere importanti di Hart sono:
- Definition and Theory in Jurisprudence (1953)
- Causation in the Law (with Tony Honoré) (1959)
- Law, Liberty and Morality (1963) (tradotto in italiano in Diritto, Morale e Libertà, ed. Bonanno)
- The Morality of the Criminal Law (1964)
- Punishment and Responsibility (1968)
- Essays on Bentham: Studies in Jurisprudence and Political Theory (1982)
- Essays in Jurisprudence and Philosophy (1983)